# 王開運 (1889年)
王開運（1889年9月11日—1969年2月28日），臺灣古典文人，同時是日治至戰後臺南地區重要士紳。字笑岩，號杏庵，另有筆名幸盫等。出生於鳳山縣一甲庄（今高雄市路竹區），活躍於文學、文化、政治、金融與工商等領域。文學作品主要發表於日治時期的《三六九小報》以及戰後創立的《臺灣詩壇》。著有《杏庵詩集》、《王開運全集》。

## 早年
1889年出生於鳳山縣一甲庄（今高雄市路竹區），為清朝例貢王棟第四子:50，從小即受漢學薰陶。1900年入大湖公學校（現高雄市路竹區大社國小）:文獻資料卷，276，1906年入臺灣總督府國語學校師範部乙科（今臺北市立大學、國立臺北教育大學前身），同屆有蔡培火、曹賜瑩等，上下屆有李讚生、陳逢源等人。在國語學校期間新接觸了教育、史地、理科、畫圖、農業、商業等科目，其中教育科和商業科對王開運日後產生了極大的影響:29。1910年畢業，於同年出任大湖公學校訓導，1914年離職，遷居台南，轉往政商以及藝文領域發展。

## 政商活動
1917年進入臺灣銀行臺南支店擔任書記一職，此為王開運初入金融界。1927年轉至大東信託臺南支店擔任代理，至1930年離職。於此期間，王開運同時先後任臺南商工業協會會長、臺南勸業協會評議員、屏東第12回全島實業大會代表，除金融業外王開運亦投資運輸業，自1931年擔任臺灣運輸組合評議員與常置員，1932年任南郡運送株式會社董事長，直至戰後仍持續經營南郡運送事業。:48-52。
王開運於1928年當選臺南市協議會議員，直至1935年改制，連同市會議員資歷連任長達16年。1930年擔任臺灣地方自治聯盟本部理事兼臺南支部常務幹事，1931年派任高雄州路竹庄庄長，1935年當選官選台南市會議員，直至1944年止。除政治活動外，王開運亦關注慈善事業，1928年與友人共同成立「臺南愛護會」，亦被遴選為副會長，專門進行乞丐收容工作:111-115。
緣於銀行金融背景與同時精通中、日文，1944年王開運受臺灣銀行推薦前往海南擔任日本所設立之海口瓊崖銀行總經理，一年後因日本戰敗，在海南島之臺人遂組織「旅瓊臺灣同鄉會」，推舉王開運擔任會長，其分批協助近3萬名臺人於1946年返臺。:147-149
1947年初王開運於臺南市開設玉豐行，專門經營上海布料進口貿易。二二八事件爆發後王開運於3月11日在玉豐商行以「擾亂治安」的罪名遭逮捕，後經友人臺南鹽務局長帥雲風奔走營救之下於3月26日被釋放。羈押期間遭受刑求，後向二二八事件紀念基金會提出賠償申請，認定賠償項目為傷殘、遭受羈押、健康名譽受損。
1950年在第一商業銀行董事長黃朝琴的延攬下，任職該銀行協理，此後便長期擔任第一銀行高層職務。同時擔任臺南市進出口公會首任理事長、臺南市第七信用合作社理事長、臺南市第一屆建築合作社理事主席:48-52。1951年參選臺灣省臨時省議會議員選舉，當選為第一屆臨時省議會議員。於議會開議期間，王開運在問政、提案、連署其他議員提案各方面皆有積極表現，關注的議題包含地方發展建設、交通、財政與教育等。

## 文學活動
王開運有筆名幸盫、幸庵、悻庵、笑岩生、花道人、花外仙、花仙、花哥哥、花探偵、花曼倩、花債生、走卒、棄人、棄人王、棄人大王、變態偉人、隻眼生、小丑、少丑、杏狂、老杏、振轂、震谷。文學創作以漢詩文為主，創作生涯主要活躍於1930年創刊的《三六九小報》以及國民政府來台後所創立的《臺灣詩壇》。受曾考取功名的父兄影響，王開運相當熟稔傳統漢學。1910年，王開運就讀公學校時期，便已在校內發表〈遊圓山公園〉、〈遊苗圃偶詠〉二詩。:176-177
1921到1930年間，王開運曾於《台灣青年》、《臺灣日日新報》、《臺灣新民報》發表時事文章，對於當時臺灣文化習俗以及經濟建設等問題提出自己的看法:雜文卷，頁2-16。1930年，王開運與台南南社、春鶯吟社的成員們共同創辦《三六九小報》，並擔任編輯。《三六九小報》以漢文創作為主，多以詼諧趣事為其主要內容。王開運積極的投入，並串聯傳統文人與新興知識份子的參與，編輯委員趙雅福、洪鐵濤、蔡培楚、譚瑞貞、張振樑等人都是重要的推廣者與發稿人，文友鄭坤五、蕭永東也透過積極發稿支持該刊發行。除了發表多首詩作以及心情隨筆之外，與洪鐵濤一同撰述「花叢小記」專欄，記錄當時藝妓歌女的生平事蹟。
1951年，王開運贊助《臺灣詩壇》成立，與國民政府來臺的文人詩歌唱和。側重個人閒詠的《臺灣詩壇》，是他在戰後主要參與的文學社團，也是詩作發表園地。與陳逢源、王鵬程等青年時期即熟識、志同道合的文友，在期間多有往來。1955年，與林熊祥、陳逢源也同任該社副社長。但王開運在《臺灣詩壇》的創作數量與社交情況皆不比於日治時期:68-70:189-191, 209-211。

## 創作特色
王開運創作體裁，目前可見者，漢詩、文、小說、詞、聯兼具。漢詩約存460餘首，以文人間贈答酬唱為最大宗，綺艷詩作次之，感懷詩第三，記遊詩第四；《瀛海詩集》主編黃洪炎謂其「漢學漢詩之造詣頗深，興到筆隨，其所吟詠，每為人傳誦焉。」文30餘篇。王開運研究者林建廷認為，王開運詩、文的運用上是有區隔的，「雜文作品比較帶有理性的特色，與相對感性的漢詩涇渭分明」:245。
臺灣文學研究者施懿琳認為，身處日治時期台灣上流社會的王開運，生命應該充滿喜樂歡愉，但其作品卻反而滿懷「憂世情懷」、「帶有迷離難解的愁緒」，究其原因，或與其在日本統治下，身為知識分子卻保有故國情懷、對文化教育界不復以往的感慨，以及社會風氣的日益敗壞而備感憂慮有關:51-52。

## 相關著作
王開運一生著作如「幸盦隨筆」、「亂彈」、「靜室小言」，與他人輪寫之「花叢小記」:70，除王家後人提到由其自行抄錄的「雜詠錄」外，因個人未有自行編纂的詩文集，相關著作發表於《臺南新報》、《臺灣日日新報》、《三六九小報》、《中華詩苑》、《詩文之友》……，以及在他人別集之中:詩詞卷，序5。經王開運之子王神嶽集其父詩作編成《杏庵詩集》，爾後又由國立臺灣文學館出版《王開運全集》共三冊，透過其中「詩詞卷」、「雜文卷」兩冊，將王開運相關著作統合:5-6。

## 外部連結
- 國立臺灣文學館文物典藏查詢系統
- 二二八事件資料庫
- 臺灣省議會史料總庫